# 常远 (男演员)
常远（1981年9月25日—），原名常圆，男，满族，天津人，中国喜剧演员，开心麻花签约演员。

## 综艺节目
- 浙江卫视《喜剧总动员》第一赛段嘉宾。

## 家庭
祖父常宝华，相声演员；常远为长孙。